# جزيرة إينغانو
جزيرة إينغانو وهي جزيرة من جزر إندونيسيا، على بُعد حوالي 114 كيلومترًا جنوب غرب سومطرة، وتقع في إقليم بنغكولو.